# Epidauros (gmina)
Epidauros (gr. Δήμος Επιδαύρου, Dimos Epidawru) – gmina w Grecji, w administracji zdecentralizowanej Peloponez, Grecja Zachodnia i Wyspy Jońskie, w regionie Peloponez, w jednostce regionalnej Argolida. W 2011 roku liczyła 8115 mieszkańców. Siedzibą gminy jest Epidauros (gr. Ασκληπιείο Επιδαύρου, Asklipiio Epidawru), a siedzibą historyczną jest Archea Epidauros. Powstała 1 stycznia 2011 roku w wyniku połączenia dotychczasowych gmin Asklipiio i Epidauros.